# Moros (Aragó)
Moros és un municipi d'Aragó situat a la província de Saragossa i enquadrat a la comarca de la Comunitat de Calataiud.